# グリコール酸デヒドロゲナーゼ
グリコール酸デヒドロゲナーゼ（glycolate dehydrogenase）は、グリオキシル酸およびジカルボン酸代謝酵素の一つで、次の化学反応を触媒する酸化還元酵素である。
グリコール酸 + 受容体 {\displaystyle \rightleftharpoons } グリオキシル酸 + 還元型受容体
反応式の通り、この酵素の基質はグリコール酸と受容体、生成物はグリオキシル酸と還元型受容体である。
組織名はglycolate:acceptor 2-oxidoreductaseで、別名にglycolate oxidoreductase, glycolic acid dehydrogenase, glycolate:(acceptor) 2-oxidoreductaseがある。